# Андрієвський Юхим Іванович
Андрієвський Юхим Іванович (*1777, Сміла — †1840, Санкт-Петербург) — лікар і медичний діяч українського походження; вихованець КМА та Медично-хірургічної академії в Петербурзі, лейбмедик, доктор медицини та хірургії.

## Біографія
Народився у сім'ї священика о. Івана Андрієвського.
13 вересня 1795 вступив до КМА, де навчався до класу риторики.
15 листопада 1801 запрошений співаком до хору митрополита Київського і Галицького Г. Банулеско-Бодоні.
1807–1811 навчався у Санкт-Петербергзькій медично-хірургічній академії.
1811 направлений лікарем до лейб-гвардійського Преображенського полку. Того ж року переведений до лейб-гвардійського Литовського полку, у складі якого брав участь у Французько-російській війні 1812–1815. За участь у воєнній кампанії дістав чин колезького асесора, звання штаб-лікаря, орден св. Володимира IV ступеня та два коштовні персні.
З 1815 — старший лікар лейб-гвардійського Павловського полку.
1819 переведений до імператорського двору на посаду гоф-медика.
19 грудня 1834 без захисту дисертації (honoris causa) удостоєний ступеня докторара медицини та хірургії.
З 1837 — почесний член Медичної ради МВС.
Андрієвський — засновник і керівник Товариства російських лікарів у Санкт-Петербурзі. За практичну та наукову діяльність удостоєний чину дійсного статського радника.